# Cueva de Ágreda
Cueva de Ágreda – gmina w Hiszpanii, w prowincji Soria, w Kastylii i León, o powierzchni 30 km². W 2011 roku gmina liczyła 87 mieszkańców.